# Julia Schiff
Julia Schiff (Deta, Reino de Rumania, 1940) es una escritora y traductora alemana.

## Biografía
Schiff nación en Deta, Rumanía en 1940, en el seno de una familia de suabos del Banato, cuyos antepasados emigraron hace 300 años desde Lothringen y Saarland y que lograron hacer fortuna. 
En 1951, cuando tenía once años, Schiff y su familia fueron deportados a la estepa de Baragan, y vivieron en esa zona durante cinco años. Su primera novela, Steppensalz, publicada en el año 2000, trataría sobre esta experiencia traumática en 
Tras completar su estudios en la escuela de formación de profesorado en Timisoara (1956-58), Schiff trabajó como profesora de escuela primaria. Entre 1969 y 1974, estudió Filología Románica en la Facultad de Filología de la Universidad de Timisoara Occidental (en rumano: Universitatea de Vest din Timișoara), y luego trabajó como profesora en un instituto.
En 1981 se trasladó a la República Federal de Alemania. Desde 1983 hasta su jubilación, la escritora alemana trabajó como asistente docente en el Instituto de Filología Románica de Múnich.
Julia Schiff es conocida por escribir poesía, prosa, reseñas, ensayos, reportajes culturales y artículos histórico-culturales, que han sido publicados en periódicos, revistas e incluso en la radio. Además, Schiff también traduce del húngaro al rumano y al alemán (entre otras cosas, con Robert Schiff, obras de Márton Kalász).
Entre otras menciones, Schiff recibió el Lyrikpreis der Edition L (Loßburg) en 1989, el Donauschwäbischen Kulturpreis des Landes Baden-Württemberg en 2001 y una beca de traducción de la Fundación Magyar Fordítók en Budapest.
En agosto de 2002, fue elegida vicepresidenta de la Asociación Cultural de Alemania Sudoriental Südostdeutsches Kulturwerk en Munich.
Julia Schiff está casada con el pintor y escritor Robert Schiff y reside actualmente en Múnich.

## Obras
- Steppensalz (Estepa de Sal). Novela. Verlag Südostdeutsches Kulturwerk, Múnich 2000; Nueva edición: Pop Verlag, Luisburgo 2012, ISBN 978-3-86356-033-1.
- Nachtfalterzeit (La Hora de la Mariposa Nocturna). Poemas. Wiesenburg Verlag, Schweinfurt 2008, ISBN 978-3-940756-18-3.
- Reihertanz (El Baile de la Garza). Novela. Pop Verlag, Luisburgo 2011, ISBN 978-3-86356-014-0.
- Verschiebungen (Desplazamiento). Novela. Pop Verlag, Luisburgo 2013, ISBN 978-3-86356-075-1.
- Katzengold (Pirita). Novela. Verlag danube books, Ulm 2016, ISBN 978-3-946046-05-9.

## Traducciones
- Kalász, Márton y Schiff, Robert. Dezimierungszettel (Deslizamiento de aniquilación). Neue Zeitung-Büche, volumen 3, Budapest 2002. ISBN 963-8333-06-5.
- Kalász, Márton y Schiff, Robert. Dunkle Wunde. Holderlin-Gedichte (Herida oscura. Poemas de Holderlin). Verlag Das Wunderhorn, Heidelberg 2003. ISBN 978-3-88423-198-2.
- Győrffy, Ákos. Regungslos (Inmóvil). Poemas. Pop Verlag, Luisburgo 2012. ISBN 978-3-86356-048-5.
- Streiflichter. Fénycsóvák (Luces laterales. Haces de Luz). Antología de poemas húngaros. Edición bilingüe húngaro-alemán. Epílogo de Orsolya Kalász y Árpárd Hudy. Edición Lyrik Kabinett, Múnich 2018, ISBN 978-3-93877-647-6.